# 西初恵
西 初恵（にし はつえ、1965年7月7日 - ）は、日本の女優。
岡山県出身。東京都立代々木高等学校卒業。舞プロモーションに所属していた。

## 人物
1990年、特撮テレビドラマ『地球戦隊ファイブマン』に敵組織・銀帝軍ゾーンの女性科学者・銀河博士ドルドラ役でレギュラー出演。
主に舞台を中心に活動を行っている。また、手話入り劇のプロデュースも行っており、例として「しあわせ色の青い空」「野に咲く花なら」等がある。
特技は、手話、ジャズダンス。

## 出演

### テレビドラマ
- 好色一代男 世之介の愛して愛して物語（1986年、TBS）
- 火曜サスペンス劇場（NTV）
  - 密閉島（1988年）
  - 不在証明（1991年）
  - 朝比奈周平ミステリー3  / 丹後路殺人事件（1992年）
  - わが町2（1993年） - 野焼きの女
  - 九門法律相談所2  / 高価なツケ（1994年）
  - 警視庁鑑識班3（1997年）
  - どうぞ安らかに2（2002年） - 南さやか
- 男と女のミステリー / 最悪のチャンス（1989年、CX）
- スーパー戦隊シリーズ（ANB）
  - 地球戦隊ファイブマン（1990年 - 1991年） - 銀河博士ドルドラ、バラドルギンの声
  - 超力戦隊オーレンジャー 第12話「爆発!! 赤ちゃん」（1995年） - コウちゃんのママ
- はぐれ刑事純情派（テレビ朝日） - 手話の女（神原美奈子）
- 土曜ドラマ「北山一平　アイラブ人生」
- 金曜ドラマシアター「D坂殺人事件 名探偵明智小五郎誕生 名探偵明智が挑む猟奇殺人の謎!!闇に浮かぶ白い肌…」（1992年）
- 必殺仕事人・激突! 第17話「主水、幕府のクーデターにまきこまれる」（1992年） - ぬい
- 付き馬屋おえん事件帳スペシャル「女郎蜘蛛の挑戦」（1992年） - 千代菊
- 喧嘩屋右近 第1シリーズ 第10話「乗っ取り」（1992年）
- LOVE&PEACE
- 愛の劇場「新・天までとどけ」
- 女と愛とミステリー「轟法律事務所」（2004年）
- 水曜ミステリー9「警察署長・たそがれ正治郎 隅田川不連続殺人」（2005年） - 加藤千鶴
- 土曜ワイド劇場
  - 湯煙りの密室殺人 死を呼ぶ電話メッセージ！ 岩風呂から消えたながい髪の女…
  - 横浜海上警察

### 舞台・ミュージカル
- 恐怖時代
- にごり江
- 近松心中物語
- タンゴ冬の終わりに
- しあわせ色の青い空（恵子）
- 夜叉ケ池
- 野に咲く花なら
- 天井棧敷の人びと
- カルメンと呼ばれた女
- 西鶴一代女
- 鏡花幻想
- 鶴屋南北悪の華
- 憎いあんちくしょう
- イデア〜 浮遊する意識の底から 〜
- 羅生門

### 映画
- 夢〜DREAM〜

### オリジナルビデオ
- 『仁義』シリーズ（2〜21）（スナック「銀猫」のママ）
- 本気!シリーズ（夕夏）